# Marty Nothstein
Martin Wayne "Marty" Nothstein (ur. 10 lutego 1971 w Allentown) – amerykański kolarz torowy i szosowy, dwukrotny medalista olimpijski oraz siedmiokrotny medalista torowych mistrzostw świata.

## Kariera
Pierwszy sukces w karierze Marty Nothstein osiągnął w 1993 roku, kiedy podczas mistrzostw świata w Hamar zdobył srebrny medal w keirinie, ulegając jedynie Australijczykowi Gary'emu Neiwandowi. Na rozgrywanych rok później mistrzostwach w Palermo Marty był już najlepszy w keirinie, co więcej wygrał także sprint indywidualny. W 1995 roku zdobył złoto indywidualnie na igrzyskach panamerykańskich w Mar del Plata, a wspólnie z Erinem Hartwellem i Williamem Clayem wywalczył brązowy medal drużynowo na mistrzostwach świata w Bogocie. W swoim olimpijskim debiucie, podczas igrzysk w Atlancie w 1996 roku Marty zajął drugie miejsce w sprincie indywidualnym, przegrywając tylko z Niemcem Jensem Fiedlerem. W tym samym roku wystąpił także na mistrzostwach świata w Manchesterze, zdobywając złoty medal w keirinie oraz srebrny w sprincie (wygrał Francuz Florian Rousseau). W keirinie zdobył także medal na mistrzostwach świata w Perth w 1997 roku, gdzie zajął trzecie miejsce - wyprzedzili go Francuz Frédéric Magné oraz Jean Pierre van Zyl z RPA. Wraz z kolegami z reprezentacji zajął czwartą pozycję w sprincie drużynowym podczas mistrzostw świata w Bordeaux w 1998 roku, a na igrzyskach panamerykańskich w Winnipeg zwyciężył w sprincie indywidualnym, drużynowym oraz w keirinie. Ostatni medal na międzynarodowej imprezie Nothstein zdobył na igrzyskach olimpijskich w Sydney w 2000 roku, gdzie zwyciężył w sprincie indywidualnym, bezpośrednio wyprzedzając Rousseau i Fiedlera. Na tych samych igrzyskach był piąty w keirinie. Cztery lata później, podczas igrzysk w Atenach rywalizację w keirinie zakończył w eliminacjach. Marty jest ponadto wielokrotnym medalistą mistrzostw USA. W 2005 roku zakończył karierę.